# Monetae cudendae ratio

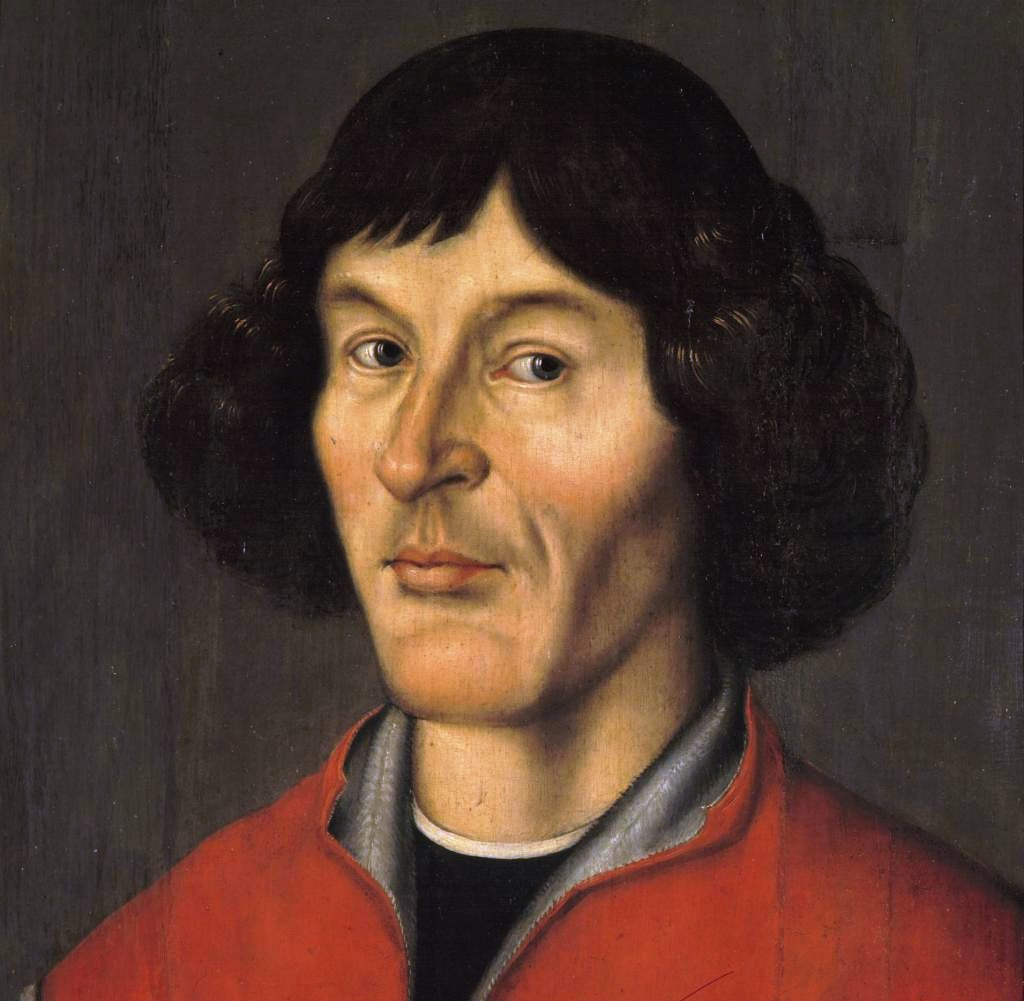
Николай Коперник

Monetae cudendae ratio (рус. О чеканке монет) — труд Николая Коперника, написанный в 1526 году по просьбе короля Польши Сигизмунда I и представленный сейму Королевской Пруссии, одной из провинций Королевства Польского. В этой работе Коперник изложил свои взгляды на теорию денежного обращения.

## История
Ранняя версия этого труда была написана Коперником в 1517 году под названием De aestimatione monetae (рус. О стоимости монет). Во время обороны Ольштына в 1519 году (в ходе польско-тевтонской войны) Коперник пересмотрел этот труд и написал два новых трактата — Tractatus de monetis (рус. Трактат о монетах) и Modus cudendi monetam (рус. Путь порчи монет). На основе этих трактатов он подготовил доклад, с которым выступил перед прусским сеймом в Грудзёндзе (Грауденце) в 1522 году; в поездке в Грудзёндз Коперника сопровождал его друг Тидеманн Гизе. В 1528 году Коперник подготовил для прусского сейма расширенную версию этого доклада — Monetae cudendae ratio.
В этом труде Коперник сформулировал раннюю версию количественной теории денег, или связь между количеством денег, скоростью их обращения, ценами на товары и услуги. Как и последующие классические политэкономы XVIII—XIX веков, Коперник исследовал связь между ростом денежной массы и инфляцией.
В частности, в своём труде Коперник постулировал принцип «плохие деньги вытесняют хорошие», который впоследствии получил название закон Грешема-Коперника. Этот принцип ранее был отмечен Николаем Оремом, но Коперник вывел эту закономерность самостоятельно.
Кроме того, в своей работе Коперник также рассматривает разницу между потребительной и меновой стоимостью товаров, предвосхитив на 250 лет выводы Адама Смита.
Труд Коперника Monetae cudendae ratio был переиздан в 1816 году в Варшаве, под названием Dissertatio de optima monetae cudendae ratione (рус. Диссертация об оптимальной чеканке монет), несколько экземпляров этого издания уцелело до настоящего времени.